# 3. stoljeće pr. Kr.
◄ | 2. tisućljeće pr. Kr. | 1. tisućljeće pr. Kr. | 1. tisućljeće | ►
◄ | 5. stoljeće pr. Kr. | 4. stoljeće pr. Kr. | 3. stoljeće pr. Kr. |2. stoljeće pr. Kr. | 1. stoljeće pr. Kr. | ►
290-ih pr. Kr. | 280-ih pr. Kr. | 270-ih pr. Kr. | 260-ih pr. Kr. | 250-ih pr. Kr. | 240-ih pr. Kr. | 230-ih pr. Kr. | 220-ih pr. Kr. | 210-ih pr. Kr. | 200-ih pr. Kr.
3. stoljeće pr. Kr. je je razdoblje koje je trajalo od 300. pr. Kr. do 201. pr. Kr..

## Izumi i otkrića
- Primjena vijka. Jedna od prvih primjena, a možda i prva, je naprava za podizanje vode poznata kao Arhimedov vijak, korišten za dizanje vode iz kanala ili za izbacivanje vode iz broda.

## Vanjske poveznice
|  | Zajednički poslužitelj ima još gradiva o temi 3. stoljeće pr. Kr. |